# Anna Brodow Inzaina
Anna Ulrika Brodow Inzaina, född 9 september 1965 i Karlstad, är en svensk konstvetare.

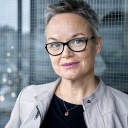
Anna Brodow 2014.

Brodow Inzaina disputerade 2014 vid Uppsala universitet på avhandlingen Konstnärliga projekt och experiment. Beviljade projektbidrag ur Sveriges bildkonstnärsfond 1976-2007. Hon har också tjänstgjort som lärare vid Konstvetenskapliga institutionen vid samma lärosäte 1995–2004. Brodow Inzaina har varit bildredaktör för läroböcker och var tillsammans med Jan Arnald redaktör för tidskriften Artes 2001–2005. Anna Brodow Inzaina har medverkat som konstkritiker och essäist i Svenska Dagbladet sedan 1999 och i konsttidskrifter som Hjärnstorm, Paletten och Valör. 
Våren 2017 var hon en av deltagarna i Kulturfrågan Kontrapunkt, som sändes på SVT1.